# Zijaltaar
Een zijaltaar is een nevenaltaar, in een katholieke kathedraal, basiliek, kerk of kapel.
Dit altaar is meestal gewijd aan een andere patroonheilige dan de heilige waaraan het hoofdaltaar is gewijd, in de Middeleeuwen vaak de patroonheilige van het gilde of genootschap dat het altaar had bekostigd. Het zijaltaar bevat dan meestal ook een beeld van deze heilige of een schilderij. Een zijaltaar kan eventueel beschikken over een tabernakel. Aan het zijaltaar droegen op zowel zondag als op weekdagen priesters de Mis op stille en sobere wijze op. Het hoofdaltaar was en is bestemd voor de vieringen van het H. Misoffer die gezongen worden en op plechtige wijze plaatsvinden.
Tegenwoordig worden zijaltaren meestal gebruikt voor devotie tot de heiligen en de H. Maagd Maria. 
In de kerken van kloosters en abdijen waar men geen aparte crypte met zijaltaren had zijn vaak zeer vele zijaltaren doorheen de kerk aangebracht om te voorzien in altaren voor de priester-monniken.

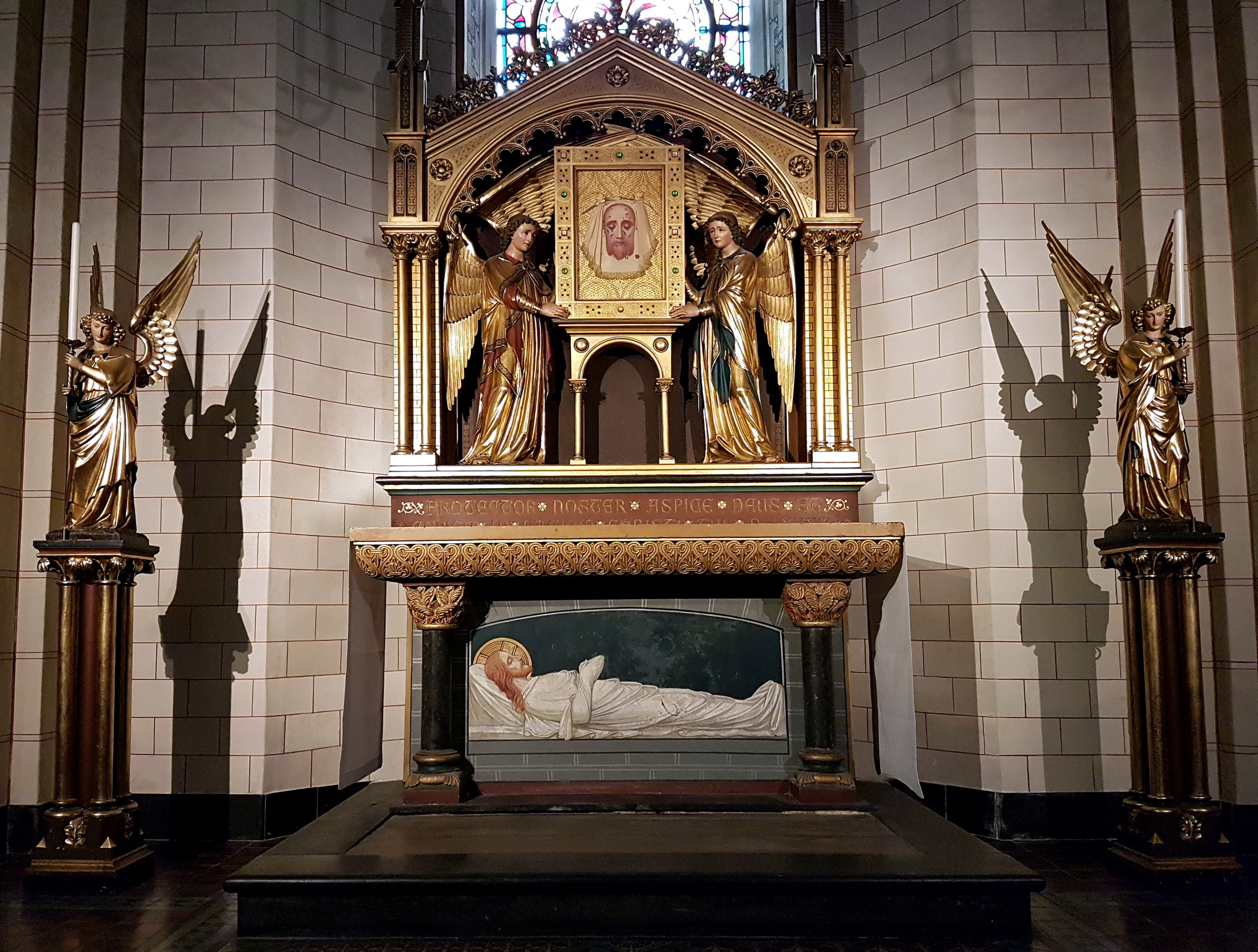
Neoromaans zijaltaar in kapel van het Heilig Aanschijn (Maastricht)
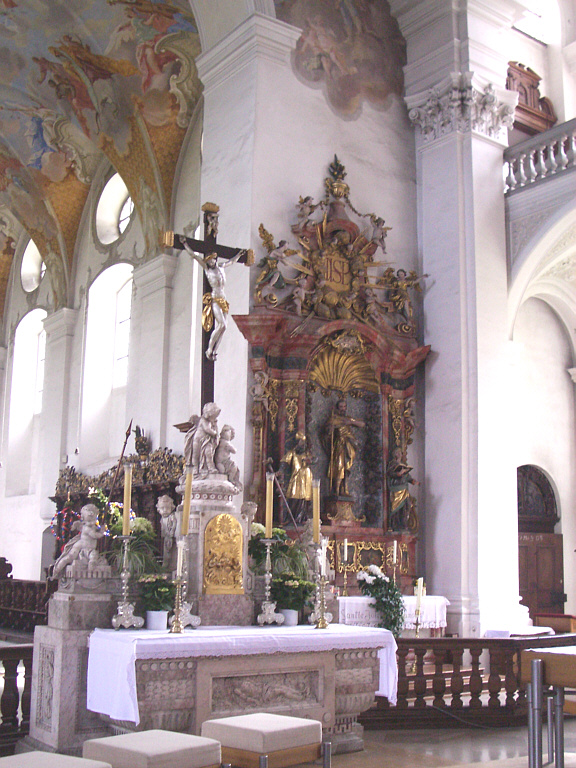
Een zijaltaar schuin achter het hoofdaltaar (Ravensburg)
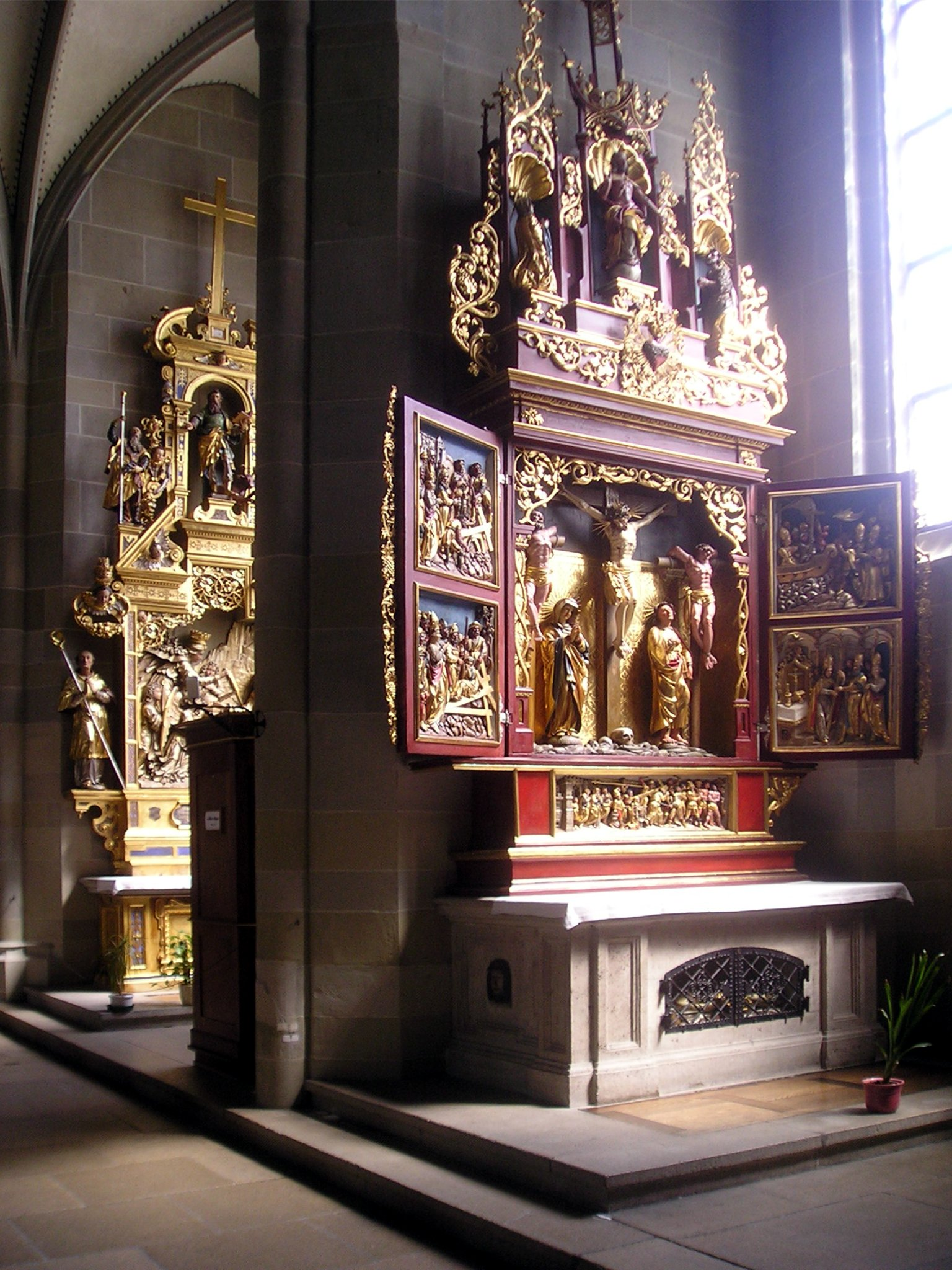
Twee zijaltaren in zijkapellen (Überlingen)
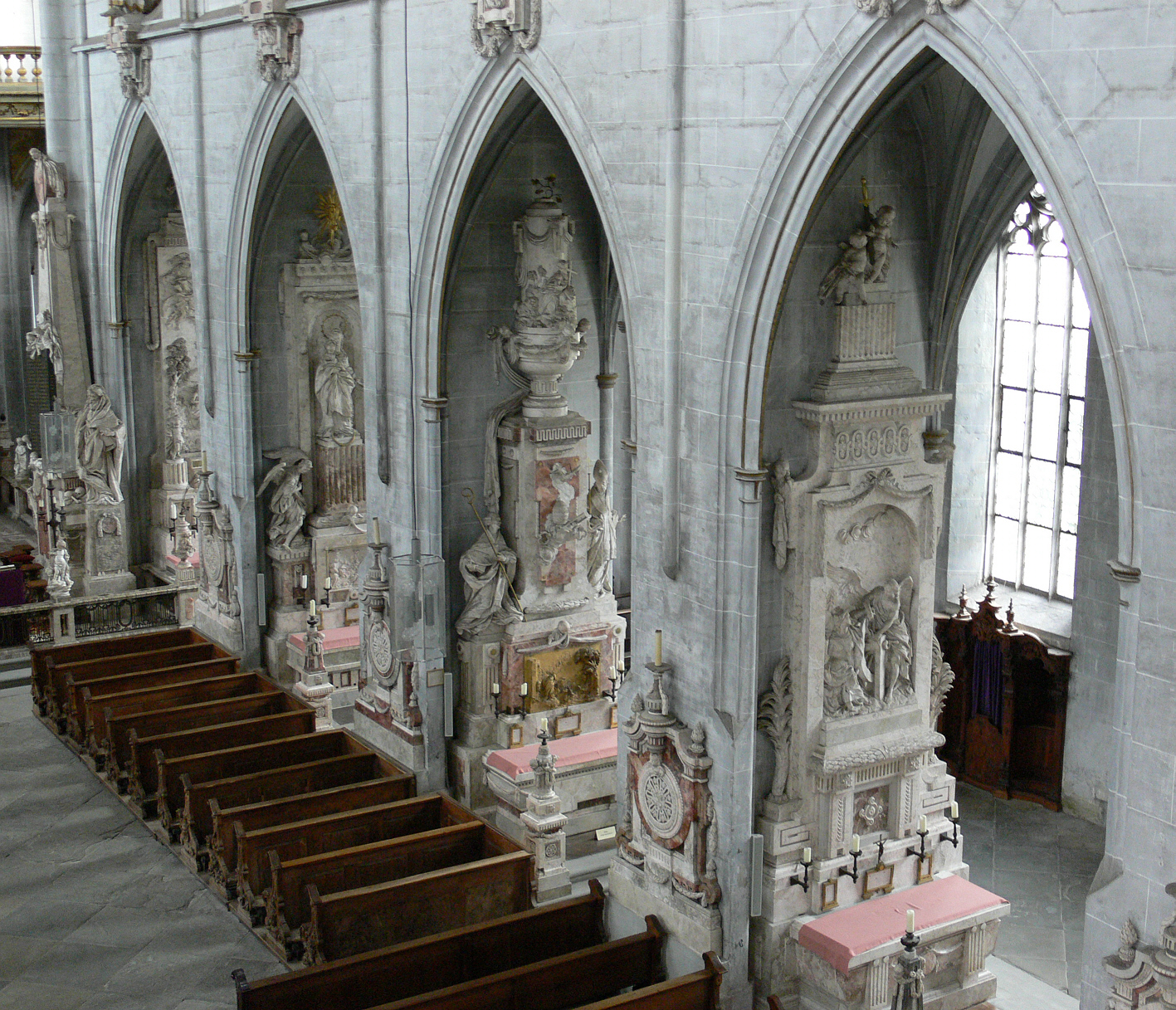
Zijaltaren geplaatst tegen pijlers (Salem)